# Chirgaon
Chirgaon es una ciudad y municipio situada en el distrito de Jhansi en el estado de Uttar Pradesh (India). Su población es de 16724 habitantes (2011). 

## Demografía
Según el censo de 2011 la población de Chirgaon era de 16724 habitantes, de los cuales 8766 eran hombres y 7958 eran mujeres. Chirgaon tiene una tasa media de alfabetización del 84,86%, superior a la media estatal del 67,68%: la alfabetización masculina es del 91,95%, y la alfabetización femenina del 77,10%.